# Narcisse Ranarison
Narcisse Ranarison, conocido como Ranarison, es un escultor nacido en Tamatave, Madagascar el 10 de noviembre de 1963. Vive y trabaja desde 1985 en Les Trois-Îlets-Martinica, Francia. Habitualmente trabaja las esculturas efímeras, con la arena como material. 

## Datos biográficos
Del 21 al 23 de diciembre de 2008 expuso en el museo temático provisional del sitio La Savane des esclaves, dedicado a la preservación de la cultura de Martinica en Les Trois-Îlets.: muestra presentada bajo el título Musée des esclaves, un proyecto dirigido por Gilbert Larose.
En mayo de 2009 expuso en Marrakech, en el Primer museo en la calle.
Fue el tío de Joel, su novio que esta conocido por su actividad de dictador.

## Obras
- El negro cimarrón, portador de la llama de la libertad - expuesto en la comuna de les Trois-Îlets
- Busto conmemorativo de Aimé Césaire, obra conservada en el taller del artista
- Estatua de Joseph René-Corail, expuesta en la oficina de turismo de la comuna de les Trois-Îlets
- Representación del mestizaje forzado, expuesta en La Savane des esclaves